# Wielkie Sioło (sielsowiet Chodorowce)
Wielkie Sioło (biał. Вялікае Сяло, Wialikaje Siało; ros. Великое Село, Wielikoje Sieło) – wieś na Białorusi, w obwodzie grodzieńskim, w rejonie lidzkim, w sielsowiecie Chodorowce.

## Historia
W XIX i w początkach XX w. położone było w Rosji, w guberni wileńskiej, w powiecie lidzkim, w gminie Lebioda. Było własnością Ważyńskich.
W dwudziestoleciu międzywojennym leżało w Polsce, w województwie nowogródzkim, w powiecie szczuczyńskim (od 29 maja 1929, wcześniej w powiecie lidzkim), w gminie Lebioda. W 1921 miejscowość liczyła 237 mieszkańców, zamieszkałych w 46 budynkach, wyłącznie Białorusinów. 222 mieszkańców było wyznania prawosławnego i 15 rzymskokatolickiego.
Po II wojnie światowej w granicach Związku Sowieckiego. Od 1991 w niepodległej Białorusi.